# Roberto Fonseca
Roberto Fonseca (Havanna, 1975. március 29. –) kubai dzsesszzongorista.

## Pályakép
Roberto Fonsecát kiskorától kezdve zene vette körül: apja: Roberto Fonseca, Sr. dobos, édesanyja: Mercedes Cortes Alfaro, énekes, és fia is énekes. édesanyja Jesús „Chucho” Valdés zongoristával kötött előző házasságából született Emilio Valdés, dobos és Jesús „Chuchito” Valdés Jr., zongorista.
Eleinte a dobok érdekelték, de nyolcévesen már inkább a zongora. Tizennégyéves korában az amerikai dzsessz és a hagyományos kubai ritmusok ötvözésével kísérletezett. 1991-ben, tizenötévesen megjelent a havannai Jazz Plaza Fesztiválon.
Fonseca a kubai Instituto Superior de Arte-ban tanult, ahol zeneszerzésből szerzett mesterfokozatot, bár gyakran mondja, hogy nagyon rossz tanuló volt. A diploma megszerzése után elhagyta Kubát, hogy megtalálja saját hangját.
Első albumát, az "En El Comienzot" − amelyet Javier Zalbával és a Temperamento együttessel vett fel − 1999-ben Kuba legjobb dzsesszalbuma díjjal jutalmazták. Ez a siker arra ösztönözte, hogy két szólólemezen dolgozzon (Tiene Que Ver, Elengo).
2001-ben a Fonseca Japánba ment a „No Limit: Afro Cuban Jazz” felvételére. Ugyanebben az évben a Buena Vista Social Clubbal is turnézott. A Buena Vista Social Club turnéja bejárta a világot, több mint 400 koncerttel. Ibrahim Ferrer lemezeit népszerűsítették olyan zenészekkel, mint Cachaíto López, Manuel Guajiro Mirabal és Manuel Galbán, és olyan helyszíneken játszottak, mint a Frankfurt Alte Oper, a Palais des Congrès (Párizs), az Albert Hall (London), a Beacon Theatre (New York) és a Sydney-i Operaház (Ausztrália).
A turné után 2007-ben Fonseca megkomponálta a Zamazut alkotó dalok mindegyikét, ami az összes hatásának az eredménye: az afro-kubai zene, a dzsessz, a klasszikus zene és a hagyományos kubai zene. A Zamazu album „Llego Cachaito” című számát a 2008-as Will Smith Hancock című filmben is használták.
A 2009-es Akokan című albumával Fonseca egy élő show varázslatát, erejét és improvizációját szerette volna stúdióba vinni. Producereként kreativitásra és intenításra ösztönözte a zenészeket egy kvartett formációval és zenekarával, amellyel az elmúlt 12 évben játszott.
2013-ban a Fonseca hetedik stúdióalbumát, a Yo-t Grammy-díjra jelölték. A kubai zene afrikai gyökereit feltáró album olyan afrikai zenészekkel való együttműködéseket tartalmaz, mint Fatoumata Diawara.
A Fonseca kilencedik, Yeshun című stúdióalbumához a Fonseca két, joruba vallásból származó vízistenség nevéből merített ihletet. Más kubai előadók, például Danay Suárezzel való együttműködését tartalmazó albumának címén keresztül Fonseca össze akarta hasonlítani a víz vitalitását és folyékonyságát a zenével.
2010-ben és 2016-ban Fonseca volt Omara Portuondo amerikai turnéinak zenei vezetője.
A Fonseca által csodált művészek között van Mayra Andrade, Zöld-foki Köztársaságból származó énekesnő, és Raul Midón, amerikai gitáros.

## Albumok
- Roberto Fonseca: Tiene Que Ver (1999)
- Temperamento: En el Comienzo (1999)
- Roberto Fonseca: No Limit (2001)
- Roberto Fonseca: Elengo (2001)
- Roberto Fonseca: Zamazu (2007)
- Roberto Fonseca: Akokan (2009)
- Roberto Fonseca: Live in Marciac (2010)
- Roberto Fonseca: Temperamento (2011)
- Roberto Fonseca: Yo (2012)
- Roberto Fonseca: Abuc (2016)
- Roberto Fonseca: Yesun (2019)

## Díjak
- 2012: Grammy-díj jelölés.

## Fordítás
Ez a szócikk részben vagy egészben  a   Roberto Fonseca című angol Wikipédia-szócikk ezen változatának fordításán alapul.  Az eredeti cikk szerkesztőit annak laptörténete sorolja fel. Ez a jelzés csupán a megfogalmazás eredetét és a szerzői jogokat jelzi, nem szolgál a cikkben szereplő információk forrásmegjelöléseként.